# Oberhoffen-sur-Moder
Oberhoffen-sur-Moder is een gemeente in het Franse departement Bas-Rhin (regio Grand Est). De plaats maakt deel uit van het arrondissement Haguenau-Wissembourg. Oberhoffen-sur-Moder telde op 1 januari 2022 3.878 inwoners.

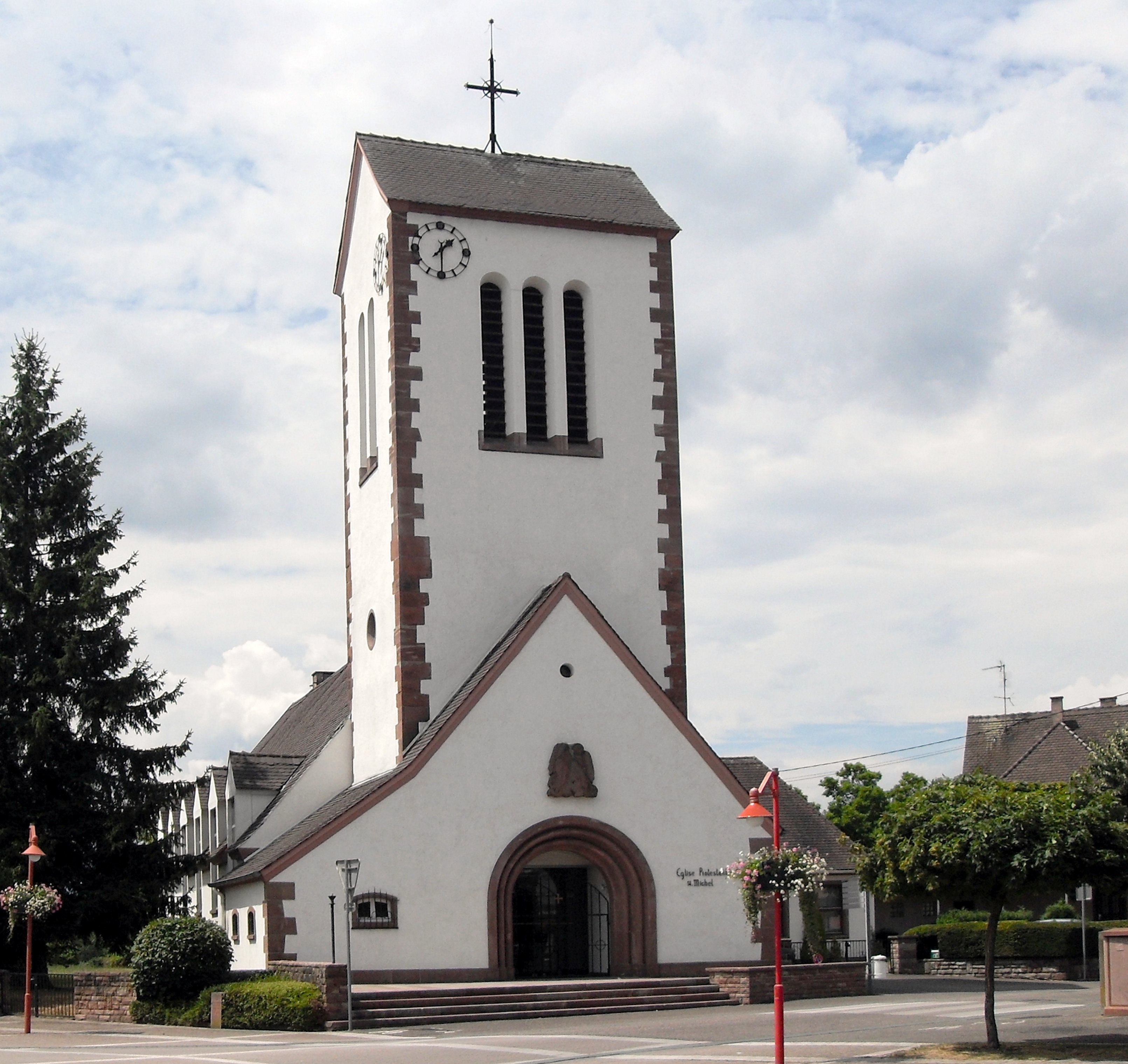
Protestantse kerk Saint-Michel
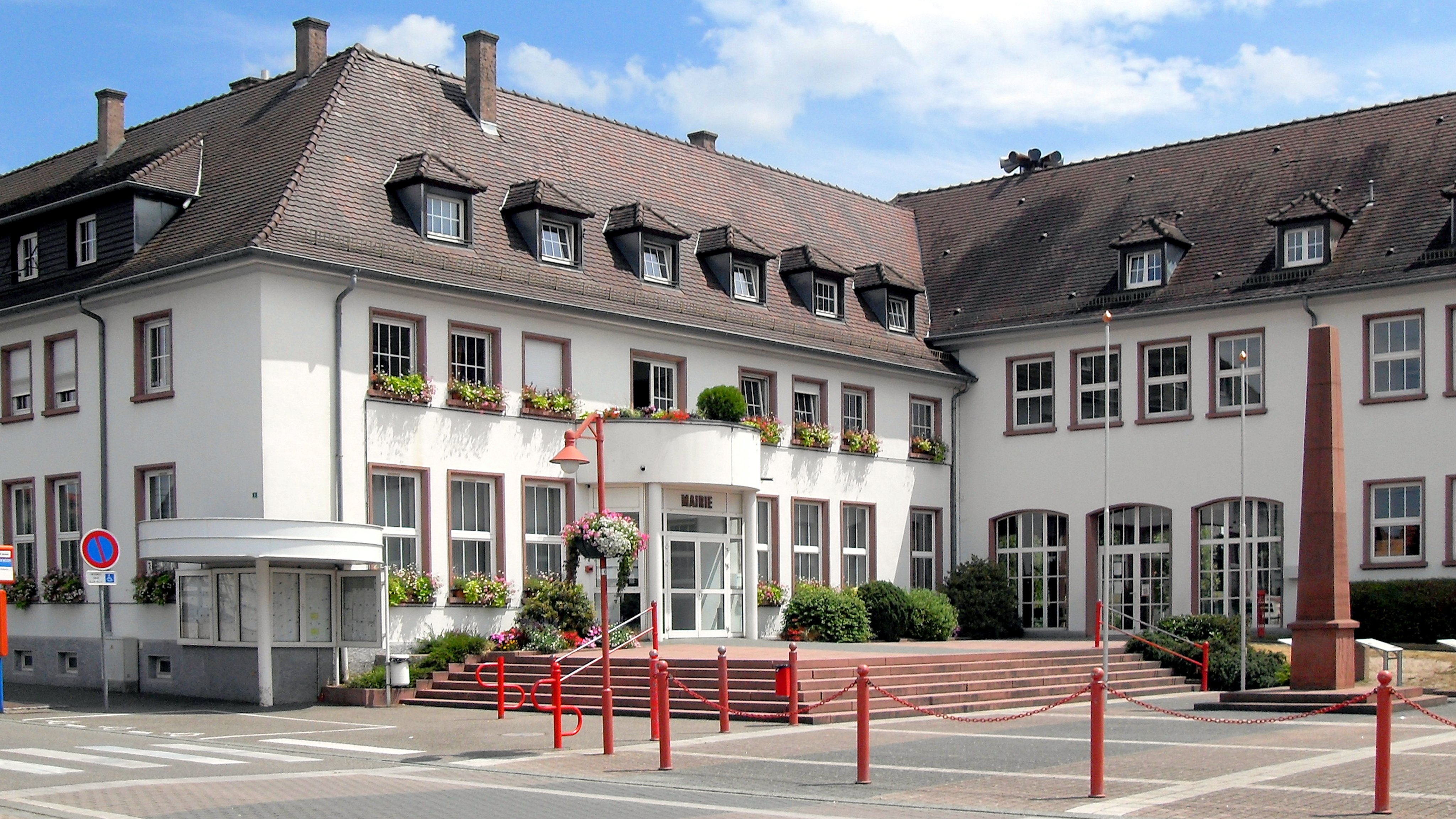
Gemeentehuis

## Geografie
De oppervlakte van Oberhoffen-sur-Moder bedroeg op 1 januari 2022 14,25 vierkante kilometer; de bevolkingsdichtheid was toen 272,1 inwoners per km².

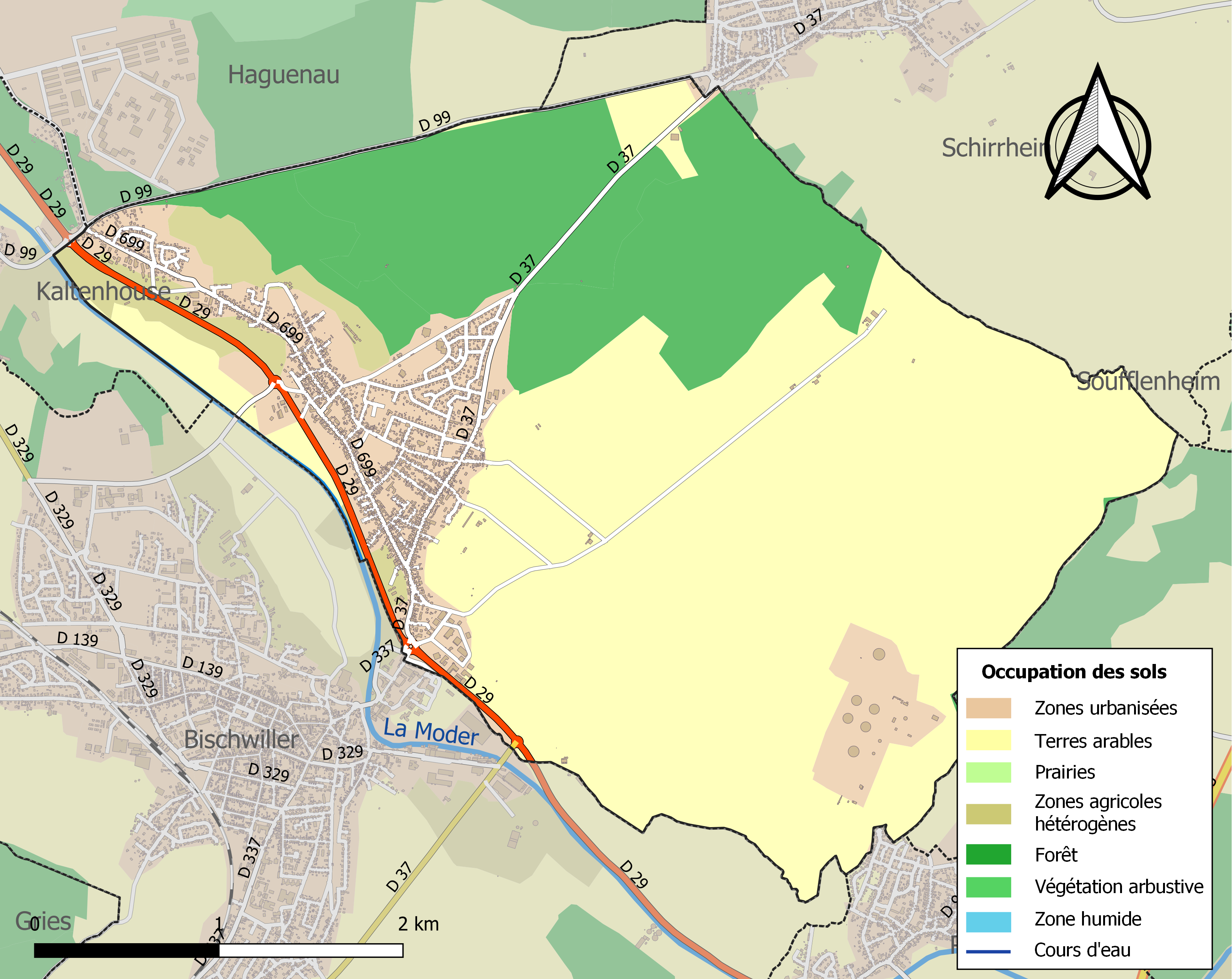
Kaart van de gemeente met de belangrijkste infrastructuur, bodemgebruik en omliggende gemeenten

## Demografie
Onderstaande figuur toont het verloop van het inwonertal (bron: INSEE-tellingen).